# Eduardo Rodríguez Veltzé
Eduardo Rodríguez Veltzé (Cochabamba, 2 marzo 1956) è un politico boliviano, presidente della Bolivia dal 9 giugno 2005 al 22 gennaio 2006.

## Biografia
Nato a Cochabamba il 2 marzo 1956, si laurea in diritto presso l'Universitad Mayor de San Simón e ottiene il titolo di avvocato nel 1981. Successivamente frequenta un master presso l'Università di Harvard.
Al di fuori dell'appartenenza stretta ad alcun partito, diviene Presidente della Corte Suprema di Giustizia. A seguito delle proteste, nel corso del 2005, per la nazionalizzazione degli idrocarburi, il Presidente della Repubblica, Carlos Mesa si dimette. Quest'ultimo, per evitare che le proteste sfocino in una guerra civile, invita anche il Presidente del Senato, Hormando Vaca Díez, e quello della Camera dei deputati, Mario Cossío, a fare lo stesso.
Così facendo la presidenza è passata alla quarta carica dello stato, il Presidente della Corte Suprema di Giustizia, incaricato di indire nuove elezioni per la formazione di un nuovo governo. Il 9 giugno 2005 viene quindi nominato Presidente della Bolivia, Eduardo Rodríguez Veltzé. Rodríguez ha portato la Bolivia verso le elezioni politiche generali il 18 dicembre 2005 continuando a rimanere all'esterno dei partiti e senza candidarsi. Le elezioni sono state vinte da Evo Morales che, con oltre il 53% dei voti, diventa il primo presidente indio della Bolivia. Rodríguez rimase in carica fino al 22 gennaio 2006, giorno di insediamento di Morales.

## Controversie
L'ex presidente Rodriguez Veltzé venne accusato dal governo del presidente Morales di avere inviato, il 18 dicembre 2005, alcuni missili di difesa antiaerea di fabbricazione cinese agli USA per essere smantellati. L'ex-presidente negò categoricamente le accuse, ma il MAS - partito di Morales - richiese un procedimento di indagine nei suoi confronti.